# Мадагаскарское подцарство
Мадагаскарское подцарство — подцарство во флористическом районировании в биогеографии и экологии. Часть Палеотропического царства. Занимает остров Мадагаскар и прилегающие к нему группы островов: Маскаренские, Коморские, Сейшельские, Амирантские.
Мадагаскарское подцарство включает только одну флористическую область — Мадагаскарскую.

## Флора
Флора Мадагаскарского подцарства формировалась в условиях изоляции, поэтому своеобразна и эндемична. Эндемизм проявляется здесь на уровне семейств, родов и видов. Есть и общие виды для Мадагаскара, Африки, Индостана, Малезии. Как объяснение этого родства приводится гипотеза континентального дрейфа, которая утверждает, что когда-то материки находились вблизи друг от друга, а со временем разошлись. Здесь встречается пальма рафия и баобаб, характерные также и для Африки. В общем таких видов — около 170. С Индостаном и Малезией общие — саговник и непентес, произрастающие в восточной части острова, где пространство занято влажными тропическими лесами (гилеей).
На Сейшелах произрастает сейшельская пальма — эндемик, дающий плод массой 13—18 кг. Отдельные районы произрастания этой пальмы объявлены заповедниками.